# مجتمع سرپوشیده استادیوم قاهره
مجتمع سرپوشیده استادیوم قاهره (عربی: مجمع الصالات المغطاة باستاد القاهرة الدولي) متشکل از چهار سالن سرپوشیده چند منظوره با استانداردهای المپیک در نزدیکی ورزشگاه بین‌المللی قاهره در مصر قرار دارد. گنجایش سالن اصلی آن ۲۰۰۰۰ تماشاگر است. این مجموعه میزبان چندین رویداد ورزشی مانند هندبال، والیبال، کنفرانس‌های بین‌المللی، جشن و فستیوال بوده‌است.

## ساختار
این سازه نخستین سازه‌ای است که با ساختار آفریقایی، خاورمیانه‌ای و بین‌المللی ساخته شده‌است که در سال ۱۹۹۱ ساخت آن به پایان رسید.

## رویدادها
این مجموعه برای بازیهای آفریقایی ۱۹۹۱ ساخته شد.
رویدادهای دیگری که در این استادیوم برگزار شده عبارتند از:
- قهرمانی هندبال جوانان جهان ۱۹۹۱
- قهرمانی هندبال مردان جهان ۱۹۹۹
- قهرمانی جودو جهان ۲۰۰۵
- ۲۰۰۹ قهرمانی هند بال جوانان جهان
- قهرمانی هند بال مردان آفریقا ۲۰۱۰
- قهرمانی والیبال مردان آفریقا ۲۰۱۵
- قهرمانی هند بال مردان آفریقا ۲۰۱۶
- قهرمانی بسکتبال زنان زیر۱۸ سال آفریقا۲۰۱۶
- قهرمانی زنان زیر ۱۹ سال بسکتبال جهانی ۲۰۱۷
- قهرمانی مردان زیر ۲۳ سال جهانی ۲۰۱۷